# Mandylion
Mandylion is een studioalbum van de Nederlandse rockband The Gathering, uitgebracht in 1995.

## Geschiedenis
Het album wordt door sommigen weleens gezien als het eerste gothicmetalalbum. The Gathering zouden met dit album de uitvinders van dat genre zijn. Veel fans van het genre geven die eer echter liever aan de iets oudere albums Gothic en Icon van Paradise Lost. En ook Theatre of Tragedy kwam rond 1995 uit met gelijkaardige muziek.
Desondanks blijft Mandylion ontegensprekelijk een van de belangrijkste albums voor de gothic metal. Dit is het eerste album van The Gathering met zangeres Anneke van Giersbergen. Het album was een groot commercieel succes en het nummer Strange Machines verscheen zelfs in de reguliere hitparaden.

## Nummers
1. Strange Machines
2. Eléanor
3. In Motion #1
4. Leaves
5. Fear The Sea
6. Mandylion
7. Sand & Mercury
8. In Motion #2

### Luxe-editie
In 2005 heeft Century Media ter viering van het 10-jarig jubileum van dit album een speciale editie op de markt gebracht. Deze uitgave bevat naast het album zelf een tweede cd met demo's. Hierop staan de volgende nummers:
1. In Motion #1¹
2. Mandylion¹
3. Solar Glider (instr.)¹
4. Eléanor²
5. In Motion #2²
6. Third Chance²
7. Fear The Sea²

- ¹ Beaufortstudio, juni 1994.
- ² Tilburg, Double Noise studio, begin 1995.

## Bezetting
- Anneke van Giersbergen
- René Rutten
- Frank Boeijen
- Hans Rutten
- Hugo Prinsen Geerligs
- Jelmer Wiersma

## Trivia
- Het nummer Sand & Mercury eindigt met een opname van J.R.R. Tolkien die onder meer een gedicht van Simone de Beauvoir voordraagt.